# Sultan Sooud al-Qasimi

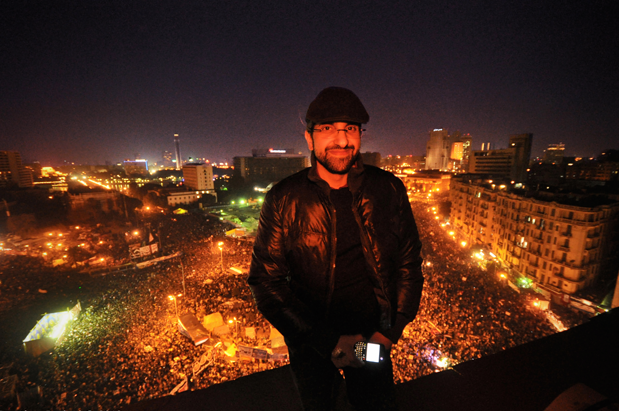
Sultan Sooud al-Qasimi am Tahrir-Platz in Kairo 2012.

Scheich Sultan Sooud al-Qasimi (arabisch سلطان سعود القاسمي, DMG Sulṭān Suʿūd al-Qāsimī, geb. 1. Januar 1978) ist ein Pädagoge, Kunstsammler, Gelehrter und Kolumnist in den Vereinigten Arabischen Emiraten. Sultan ist ein Mitglied der herrschenden al-Qasimi-Familie von Schardscha.
Al-Qasimi ist ein einflussreicher Kommentator arabischer Angelegenheiten und bekannt für seine Nutzung sozialer Medien, insbesondere Twitter. Zahlreiche Medien beschreiben ihn als eine der prominentesten Stimmen während des Arabischen Frühlings.
2010 gründete er die Barjeel Art Foundation, die der Kunst der MENA-Region (Nordafrika und Westasien) gewidmet ist. Sitz der Organisation ist Schardschah. Al-Qasimi gilt als Autorität für moderne und zeitgenössische Kunst in der Region.
Im Februar 2014 wurde al-Qasimi Mitglied der Global Commission on Internet Governance und im Sommer 2014 wurde er Director’s Fellow des Massachusetts Institute of Technology’ MIT Media Lab. Er hat mehrere akademische Stipendien und Residenzen absolviert, darunter an der Yale University als World Fellow, am Belfer Center for Science and International Affairs der Harvard Kennedy School an der Harvard University, und anderen. Als Gastdozent hat er auch Kurse zur Politik der modernen Kunst des Nahen Ostens angeboten, unter anderem an der New York University (NYU), am Boston College, Brandeis University, Sciences Po und Columbia University.
Auf der Global Influence-Liste arabischer Vordenker des Gottlieb Duttweiler Instituts wird al-Qasimi 2018 auf Rang 19 geführt. Al-Qasimi ist zudem Vorstandsvorsitzender von Barjeel Geojit Securities, einem Joint Venture, das mit Geojit Financial Services as Indien gegründet wurde.

## Barjeel Art Foundation

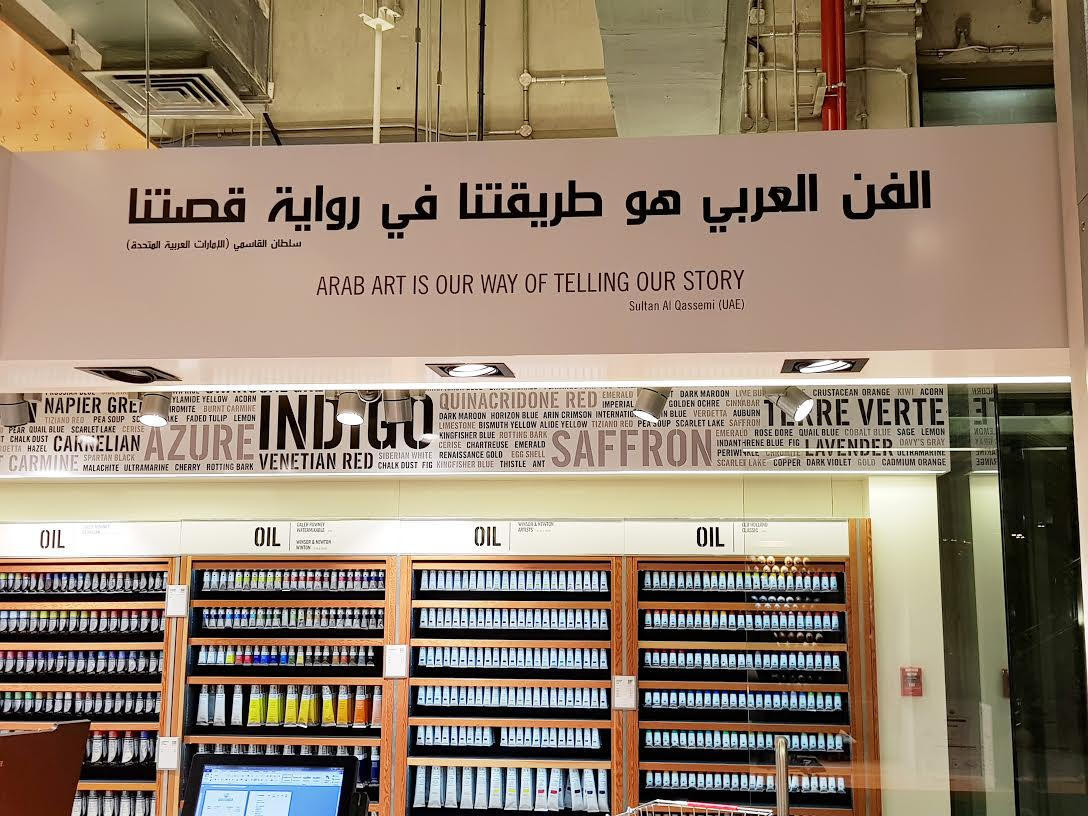
Zitat am Künstlerbedarfsladen Fire Station art supplier store, Doha, Katar. Foto mit freundlicher Genehmigung von Assil Diab.

Die Barjeel Art Foundation von al-Qasimi hat das Ziel Kunst von Künstlern der Arabischen Welt durch lokale und internationale Ausstellungen bekannt zu machen. Er gehörte zu den Preisrichtern bei Sheikha Manal’s Young Artist Award 2010, 2011 und 2016. Al-Qasimi gehörte auch der Jury und dem Auswahlkomitee des Christo and Jeanne-Claude Award 2017 an. Im Januar 2020 eröffnete Sultan mit der Barjeel Art Foundation die größte Sammlung abstrakter Kunst von arabischen Künstlern in Taking Shape: Abstraction from the Arab World, 1950’s-1980’s. Die Ausstellung wurde von Suheyla Takesh in der NYU Grey Art Gallery ausgestellt. Die Wanderausstellung in den Vereinigten Staaten zeigt abstrakte Kunst aus Nordafrika, Westasien und der arabischen Diaspora.

## Barjeel Geojit
Barjeel Geojit wurde 2000 als Joint Venture zwischen al-Qasimi und Geojit Financial Services gegründet. Die Firma ist acht Mal in Folge Gewinner als Best Performing Financial Advisor in NRI Category bei den CNBC-TV18 Financial Advisor Awards. Al-Qasimi stand 2011 als Vorsitzender von Barjeel Geojit Securities auch auf der Liste der Young Global Leaders des Weltwirtschaftsforums.

## Artikel
Al-Qasimis Artikel erschienen in Publikationen wie Foreign Policy, The Guardian, The Independent und CNN. Er löste in den Vereinigten Arabischen Emiraten eine Debatte aus, nachdem er in einem Artikel empfohlen hatte empfohlen hatte, bestimmten Ausländern die Staatsbürgerschaft der Vereinigten Arabischen Emirate zu verleihen. 2013 wurde Sultan al-Qasimi kritisiert weil er in einem Artikel angedeutet hatte, dass anhaltende soziale Unruhen in Teilen der arabischen Welt dazu führen würden, dass Städte am Persischen Golf zu kulturellen und kommerziellen Zentren der Region werden.
Al-Qasimi hat unter anderem über Medien in der arabischen Welt, die jüdische Präsenz im Nahen Osten, die Berichterstattung britischer Journalisten über Dubai und Atheismus am Persischen Golf geschrieben. Er hat auch Artikel über moderne Kunst und Aspekte der Populärkultur in Westasien und Nordafrika verfasst. Ein Archive seiner Artikel und Interviews findet sich bei journalisted.com.

## Ehrungen
- #39, Apollo 40 Under 40 Global, Apollo Magazine 2017.
- #63, 100 Most Powerful Arabs, Gulf Business, Februar 2014.
- #82, 100 Most Powerful Arabs, Gulf Business 2013.
- '140 Best Twitter Feeds', TIME 2011.[5]

## Bücher
- Kap. The Arab world: a sum of its parts. In: Imperfect chronology: Arab art from the modern to the contemporary: works from the Barjeel Art Foundation. ed. Omar Kholeif, Candy Stobbs, pub. Whitechapel Gallery, 2015[38]
- Building Sharjah (Co-edited with Todd Reisz), 2021[39]
- Urban Modernity in the Contemporary Gulf: Obsolescence and Opportunities (Co-edited with Roberto Fabbri), 2022[40]